# Laguna Cruzadilla
A  Laguna Cruzadilla é um lago localizado na Guatemala. Localiza-se no departamento de Suchitepéquez, Município de Cuyotenango.